# Uzovská Panica
Uzovská Panica (maďarsky Uzapanyit) je obec v okrese Rimavská Sobota na Slovensku. V obci je základní škola s vyučovacím jazykem maďarským. V obci je početná romská komunita a je zde vysoká nezaměstnanost.

## Historie
První písemná zmínka pochází z roku 1427, kdy byla obec uvedena pod názvem Panith. Za tureckých válek obec chátrala, takže v roce 1720 žilo v obci pouze 11 sedláků. V roce 1828 zde bylo 82 domů a 646 obyvatel, v roce 1837 již 739 obyvatel. Hlavním zdrojem příjmů bylo a je zemědělství. Do roku 1918 bylo území obce součástí Uherska. Na základě první vídeňské arbitráže bylo území obce v letech 1938 až 1945 součástí Maďarska. V roce 1920 byla obec vedena pod názvem Panitová a v letech 1927–1938 a 1945–1948 byla vedena pod názvem Uzovská Panita. V letech 1964 až 1990 byl součástí obce sousední Rakytník.

## Rušička rádia Svobodná Evropa
V katastrálním území obce se nachází  rušička rozhlasové stanice Svobodná Evropa. V padesátých letech zde bylo postaveno dvanáct stožárů vysokých 170 metrů, tři krátkovlnné směrové antény a jeden středovlnný anténní stožár. Jediným účelem této stavby bylo zablokovat vysílání režimem zakázané Svobodné Evropy, aby se občané v Československu nedozvěděli informace za Železnou oponou. Zařízení bylo uzavřeno v říjnu 1989. Celý objekt má být zbourán v roce 2025.

## Pamětihodnosti
- Reformovaný kostel z roku 1850[8]
- Římskokatolický kostel Nanebevzetí Panny Marie, z roku 1872[9]
- Zámeček z 2. poloviny 19. století